# Matthias Trübner
Matthias Trübner (13 giugno 1955) è un ex bobbista tedesco.

## Biografia
Viene ricordato come vincitore di una medaglia d'oro nella sua disciplina, vittoria avvenuta ai campionati mondiali del 1985 (edizione tenutasi a Cervinia, Italia) insieme ai suoi connazionali Bernhard Lehmann, Ingo Voge e Steffen Grummt
Nell'edizione l'argento andò all'altra nazionale tedesca e il bronzo alla svizzera.